# Donjon Potron-Minet
Pour un article plus général, voir Donjon (bande dessinée).
Donjon Potron-Minet, parfois abrégé en DPM, est une sous-série et une époque chronologique de la série de bande dessinée Donjon écrite par Lewis Trondheim et Joann Sfar.
La série Donjon raconte l'évolution d'un monde, Terra Amata, à trois époques différentes, et Donjon Potron-Minet, comme son nom l'indique, retrace les événements les plus anciens, antérieurs à l'avènement du Donjon. Ainsi, les albums de l'époque Potron-Minet sont numérotés de -99 à 0.

## Histoire
Donjon Potron-Minet raconte les aventures de Hyacinthe de Cavallère, jeune oiseau issu de la vieille noblesse. Son père, le sénéchal Arakou de Cavallère est un ancien chevalier dont les seules richesses sont ses terres et son château, qui n'est en fait qu'une grande tour. Conscient que son vieux code de l'honneur chevaleresque est dépassé, il envoie Hyacinthe se former à Antipolis, la capitale, auprès du Comte Florotte de Cavallère, son frère handicapé. Florotte, autrefois abandonné à cause de ce handicap, reçoit son neveu non sans amertume. Cependant, il le loge, l'habille et le nourrit, en échange de quoi Hyacinthe se met à son service. Le Comte Florotte est un homme très influent dans la cité.
Hyacinthe est encore un jeune homme plein d'idéaux, de panache et d'idées fausses sur la nature de l'homme. Au contact du cynique et odieux chat Jean-Michel, homme de main de son oncle, il déchante rapidement et comprend que la ville est rongée par la corruption. Comme il ne peut la combattre en plein jour, il décide de prendre une identité secrète : il devient ainsi « La Chemise de la nuit », dont le but est de lutter contre le crime. Mais Hyacinthe tombe amoureux d'Alexandra, belle et dangereuse femme-serpent, qui assassine des citoyens pour le compte du Comte Florotte de Cavallère, via Jean-Michel dont elle est l'amante. À la suite des manigances de Jean-Michel, La Chemise de la nuit est recherché pour un meurtre qu'il n'a pas commis. Il devra s'innocenter à l'aide de ses amis étudiants Élise et Horous, le vautour nécromant (Un justicier dans l'ennui, DPM -98).
Grâce aux relations que Hyacinthe est parvenu à tisser avec les Lutins et le Docteur Hippolyte, qu'il a emmenés au château de son père pour les protéger de la furie des habitants et autorités d'Antipolis à la suite de la subtilisation d'une « arbolesse » (DPM -99, La Chemise de la nuit), le château de Cavallère subit bientôt d'importantes transformations. Les lutins choisissent en effet le père de Hyacinthe pour roi et entreprennent de nombreux travaux. Ceux-ci permettent entre autres au Docteur Hippolyte de pouvoir s'adonner à l'étude de tout un bestiaire de monstres, qu'il abrite dans les nombreuses nouvelles salles du château. Celui-ci s'agrandit d'épisode en épisode, prenant de plus en plus l'allure du Donjon tel qu'il nous est présenté à l'époque Zénith.
Le troisième album de l'époque Potron-Minet, Une jeunesse qui s'enfuit (DPM-97), voit Hyacinthe de Cavallère se détacher de l'étudiant idéaliste qu'il était pour devenir un homme pragmatique, à l'instinct de survie aiguisé et à la moralité fluctuante. Il commet en effet son premier meurtre, liant son destin à celui d'Alexandra. À la fin de cet album, il semble désormais s'accommoder de réalités peu reluisantes, devenant l'amant de la tueuse professionnelle. 
L'album suivant du cycle, Après la pluie (DPM-84), ménage une grande ellipse, qui ne peut être comblée que par la lecture des albums Donjon Monsters 7 et 8. Hyacinthe est devenu un notable d'Antipolis, qui a repris le chantier de métropolitain souterrain initialement conçu et voulu par son oncle. On découvre dans le même temps que La Chemise de la nuit a pris la tête du syndicat du crime. L'histoire démarre par l'enterrement de la femme de Hyacinthe, Élise, l'étudiante avec qui il fricotait dans les deux premiers albums de Pontron-Minet (tout en étant amoureux d'Alexandra), et dont on comprend qu'elle a été assassinée par Alexandra (cf DM 8). Il s'ensuit une relation d'amour-haine entre Hyacinthe et Alexandra, où cette dernière tâche de se faire pardonner, de le reconquérir et de le protéger de lui-même. À la suite de diverses péripéties, le sous-sol fragilisé d'Antipolis s'effondre, créant une réaction en chaîne qui détruit la ville et fait des milliers de morts. Tenu pour responsable de la catastrophe à cause du chantier du métro, Hyacinthe fuit la vindicte populaire dans le château familial des Cavallère.

## Liste des albums
6 albums sont parus dans la série Potron-Minet :
- La Chemise de la nuit (niveau -99), dessiné par Christophe Blain et paru en novembre 1999
- Un justicier dans l'ennui (niveau -98), dessiné par Christophe Blain et paru en avril 2001
- Une jeunesse qui s'enfuit (niveau -97), dessiné par Christophe Blain et paru en mai 2003
- Après la pluie (niveau -84), dessiné par Christophe Blain et paru en mai 2006
- Sans un bruit (niveau -83), dessiné par Christophe Gaultier et paru en septembre 2008
- Survivre aujourd'hui (niveau -82), dessiné par Stéphane Oiry et paru en mars 2022

Il est à remarquer que leurs titres riment en [-ɥi].
3 albums de Donjon Monsters viennent compléter l'histoire.
- La Nuit du tombeur (niveau -97), dessiné par Jean-Emmanuel Vermot-Desroches et paru en avril 2003
- Mon fils le tueur (niveau -90), dessiné par Blutch et paru en septembre 2003
- Crève-cœur (niveau -85), dessiné par Carlos Nine et paru en janvier 2004

## Personnages

### Hyacinthe de Cavallère
Hyacinte est le héros de Donjon Potron-Minet. Il est le jeune fils du seigneur De Cavallère, représentant de la vieille noblesse de campagne. Son père l'envoie dans la grande ville d'Antipolis faire ses études chez son oncle, riche entrepreneur ayant rompu les liens avec la famille De Cavallère. Jeune homme idéaliste, croyant en un monde de paix et de justice, abreuvé de romans de cape et d'épée, Hyacinthe décide de devenir justicier masqué sous le nom de la Chemise de la nuit. Sous ce nom, il est accusé à tort d'avoir assassiné le Professeur Fontaine, et est donc activement recherché par la police d'Antipolis.

### Arakou de Cavallère
Sénéchal responsable de la forteresse familiale des Cavallère, et père de Hyacinthe. Il se fait vieux, mais n'a rien perdu de la fougue de sa jeunesse. Il sera enlevé par les nobles d'Antipolis pour rançonner Hyacinthe, mais mourra dans les geôles de ceux-ci.

### Florotte de Cavallère
Comte d'Antipolis et frère d'Arakou. Chassé des terres ancestrales des Cavallère à cause de son infirmité, il deviendra grâce à ses talents l'un des hommes les plus influents d'Antipolis. Adepte des méthodes illégales, il a fait de Jean-Michel un de ses hommes de main. Il finance un immense projet de métro lacustre pour la ville, qui entraînera la destruction de celle-ci.

### Alexandra
Tueuse et maîtresse de Hyacinthe.
Femme séduisante au physique serpentin, elle est aussi une redoutable tueuse au service de la guilde des assassins. D'abord éprise de Jean-Michel, elle tombe finalement amoureuse de Hyacinthe et va même jusqu'à assassiner Elise, sa première femme, afin de le reconquérir. Son histoire est racontée dans l'album Crève-cœur (DM 8).

### Victor Chambon
Professeur de nécromancie à l'université d'Antipolis. Il sera le maître d'Horous. Il est le père de Tristan Chambon (alias Zongo), qu'il désavouera à cause de sa bêtise. Il est à l'origine de la tentative de prise de pouvoir des Républiques magiques à Antipolis et est donc responsable de l'expulsion des magiciens de la ville.

### Élise
Femme de Hyacinthe assassinée par Alexandra pour cause de jalousie.

### Hippolyte
Médecin, père d'Alcibiade. Ami de Hyacinthe de Cavallère dès le début de l'époque Potron-Minet, il s'installe par la suite au château de Cavallère. Grâce aux travaux d'agrandissement du château réalisés par les lutins, il peut entreposer dans ses pièces une kyrielle de monstres dans le but de les étudier.

### Jean-Michel
Chat malfrat qui travaille pour le Comte Florotte, il devient le préfet de police d'Antipolis. Après la chute de la ville, il sera engagé par les grandes familles nobles d'Antipolis dans le but de rançonner Hyacinthe de Cavallère.

### Patrick
Cousin de Jean-Michel, ancien chevalier travaillant pour Massimo, ami d'Arakou et de Miguel, tué par ce dernier. Son apparence physique fait directement référence à celle de Pat Hibulaire dans Mickey.

### Miguel
Ancien chevalier, ami d'Arakou, il s'est créé un monde imaginaire afin d'échapper au présent.

### Princesse de Coaraze
Vieille princesse de la noblesse d'Antipolis, elle essaye d'exercer un chantage sur Hyacinthe avec les autres grandes familles nobles, afin de rassembler des fonds pour reconstruire Antipolis. Elle se fera assassiner, ainsi que tous les autres nobles, par celui-ci.

### Seigneur Massimo
Puissant seigneur magicien capturant de nombreuses personnes dans le but de réaliser des expérimentations morbides. Il est neutralisé par Alexandra et son armée est détruite par les forces coalisées des anciens nobles d'Antipolis.